# DONUT

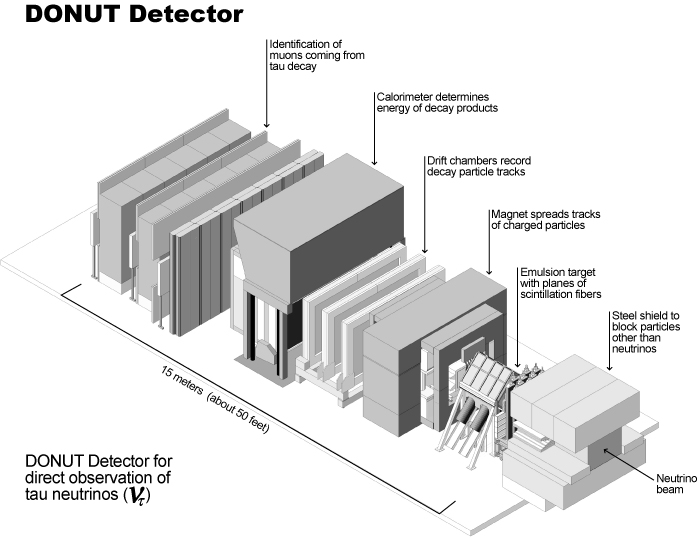
DONUT neutrino detector

DONUT war ein Experiment am Fermilab, mit dem es im Jahr 2000 erstmals gelang, das Tau-Neutrino ({\displaystyle \nu _{\tau }}) nachzuweisen. DONUT steht für Direct Observation of the NU Tau. Das Experiment wurde in Zusammenarbeit von 13 Forschungseinrichtungen realisiert.

## Erzeugung des Strahls
Zur Erzeugung des {\displaystyle \tau }-Neutrinostrahls wurden hochenergetische Protonen auf einen Wolframblock geschossen, wodurch unter anderem {\displaystyle \tau }-Neutrinos entstehen. Hierbei entstehen die {\displaystyle \tau }-Neutrinos durch den Zerfall sogenannter {\displaystyle D_{s}}-Mesonen in ein {\displaystyle \tau } und ein {\displaystyle {\bar {\nu _{\tau }}}}. Das {\displaystyle \tau } zerfällt dann weiter unter Erzeugung von {\displaystyle \tau }-Neutrinos.
Da Neutrinos nur schwach wechselwirken, können sie leicht weitere Abschirmungen passieren, während andere Teilchen aus dem Strahl gefiltert werden. Im DONUT-Experiment war diese Abschirmung 15 Meter dick.

## Aufbau des Detektors
Der Detektor des DONUT-Experiments ist etwa 15 Meter lang. Sein wichtigster Bestandteil sind die vier Module mit Emulsionsplatten, die zur Messung der Teilchenspuren benutzt wurden. Besonderes Interesse galt dabei den Spuren der {\displaystyle \tau }-Leptonen und deren Zerfall in ein geladenes Teilchen plus Rest – sogenannte Kinks. Die restlichen Teile des Detektors dienten im Wesentlichen als Trigger und zur Vorselektierung der Ereignisse.